# 1878年ウィンブルドン選手権
1878年7月8日から17日にかけて行われた、第2回 ウィンブルドン選手権 （だい2かいウィンブルドンせんしゅけん）に関する記事。イギリス・ロンドン郊外にある「オールイングランド・ローンテニス・アンド・クローケー・クラブ」にて開催。

## 大会の流れ
- 第2回大会から「チャレンジ・ラウンド」（Challenge Round, 挑戦者決定戦）と「オールカマーズ・ファイナル」（All-Comers Final）で優勝を決定する方式になった。大会前年度優勝者を除く選手は「チャレンジ・ラウンド」に出場し、前年度優勝者への挑戦権を争う。前年度優勝者は、無条件で「オールカマーズ・ファイナル」に出場できる。チャレンジ・ラウンドの勝者と前年度優勝者による「オールカマーズ・ファイナル」で、当年度の選手権優勝者を決定した。
- 実施部門は男子シングルスのみ。チャレンジ・ラウンドにエントリーした選手は34名だった。文献に掲載されている記録は、準々決勝以後になる。

## 大会前年度優勝者
1877年優勝者、スペンサー・ゴア

## チャレンジラウンド

### 準々決勝
- ロバート・アースキン vs. C・G・ハミルトン　6-4, 3-6, 6-1, 6-5
- ハーバート・ローフォード　試合なし → 準決勝へ
- フランク・ハドー vs. アーサー・マイヤーズ　6-0, 6-4, 6-3

### 準決勝
- ロバート・アースキン vs. ハーバート・ローフォード　6-3, 6-1, 6-3
- フランク・ハドー　試合なし → 決勝へ

### 決勝
- フランク・ハドー vs. ロバート・アースキン　6-4, 6-4, 6-4

## オールカマーズ決勝
- フランク・ハドー vs. スペンサー・ゴア　7-5, 6-1, 9-7　（ハドーが本大会の優勝者になる）